# مايك ويلسون (لاعب هوكي الجليد)
مايك ويلسون هو لاعب هوكي الجليد كندي، ولد في 26 فبراير 1975 في برامبتون في كندا.

## وصلات خارجية
- مايك ويلسون على موقع دوري الهوكي الوطني (الإنجليزية)
- مايك ويلسون على موقع EliteProspects.com (الإنجليزية)
- مايك ويلسون على موقع Eurohockey.com (الإنجليزية)
- مايك ويلسون على موقع HockeyDB.com (الإنجليزية)
- مايك ويلسون على موقع Hockey-Reference.com (الإنجليزية)